# Sonate K. 497
Pour la sonate de Mozart, voir Sonate pour piano à quatre mains en fa majeur, K. 497.
La sonate K. 497 (F.441/L.146) en si mineur est une œuvre pour clavier du compositeur italien Domenico Scarlatti.

## Présentation
La sonate K. 497, en si mineur, notée Allegro, forme une paire avec la sonate suivante, avec une parenté thématique dans les motifs en croches.

## Manuscrits
Le manuscrit principal est le numéro 14 du volume XII (Ms. 9783) de Venise (1756), copié pour Maria Barbara ; les autres sont Parme XIV 14 (Ms. A. G. 31419), Münster (D-MÜp) I 36 (Sant Hs 3964) et Vienne C 31 (VII 28011 C).

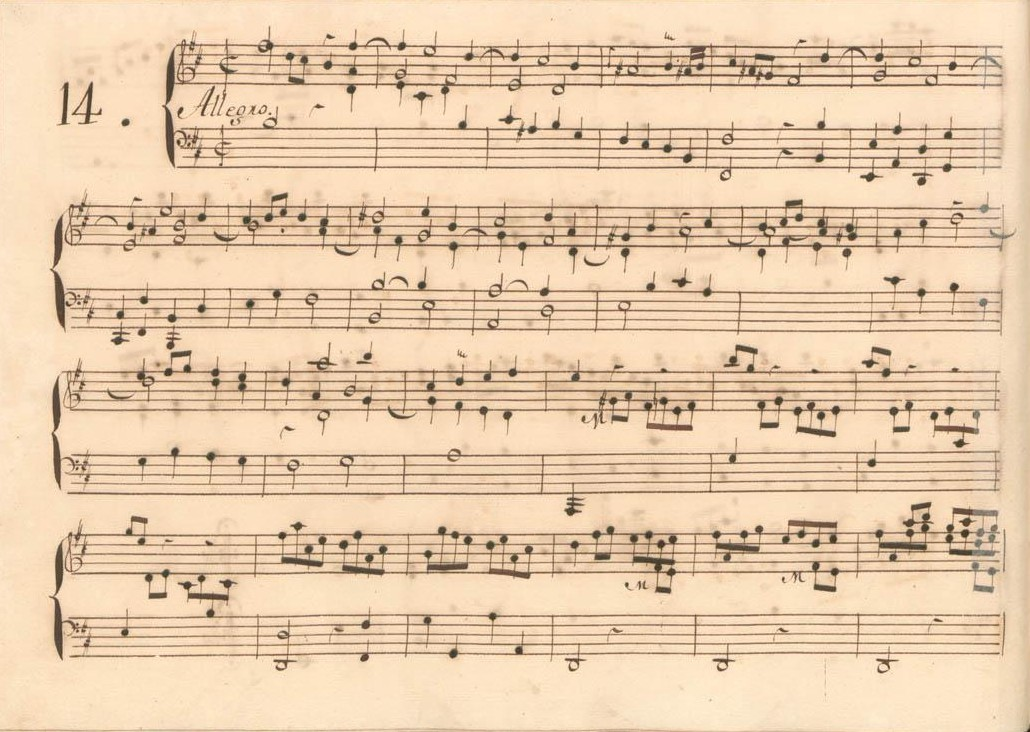
Parme XIV 14.
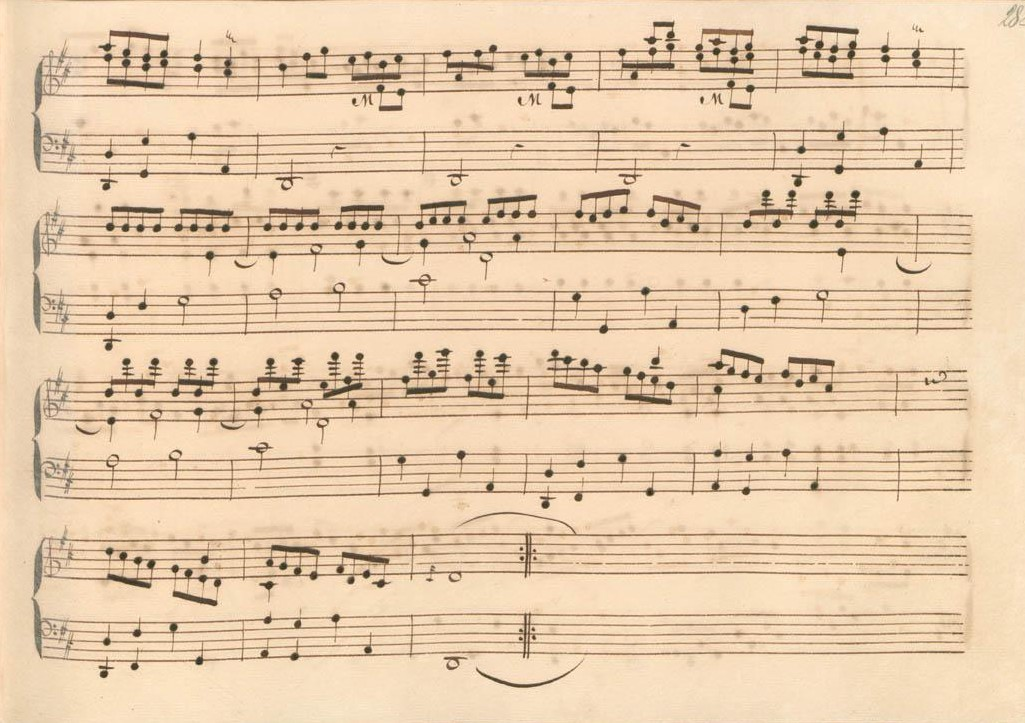
Parme XIV 14 (fin de la première section).
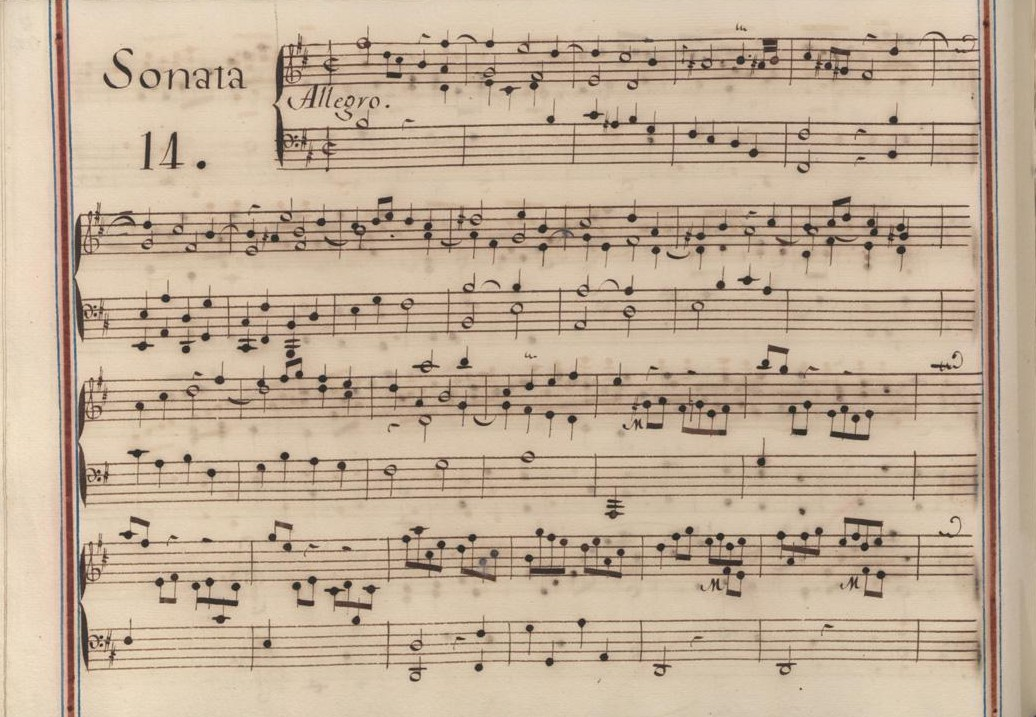
Venise XII 14.
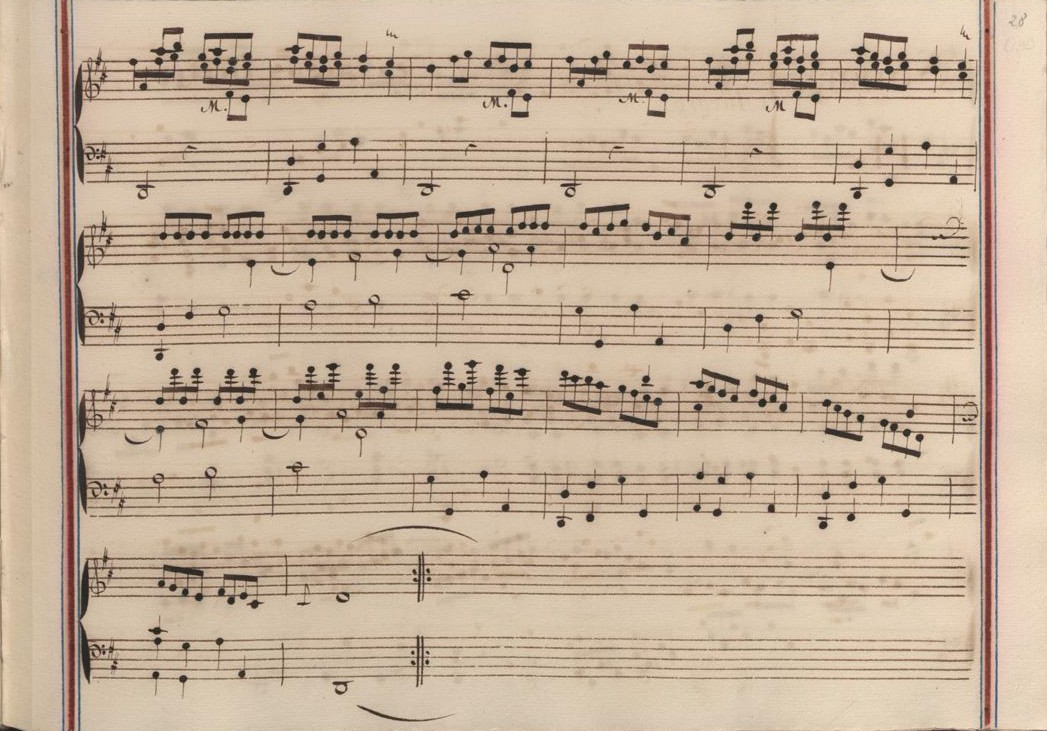
Venise XII 14 (fin de la première section).
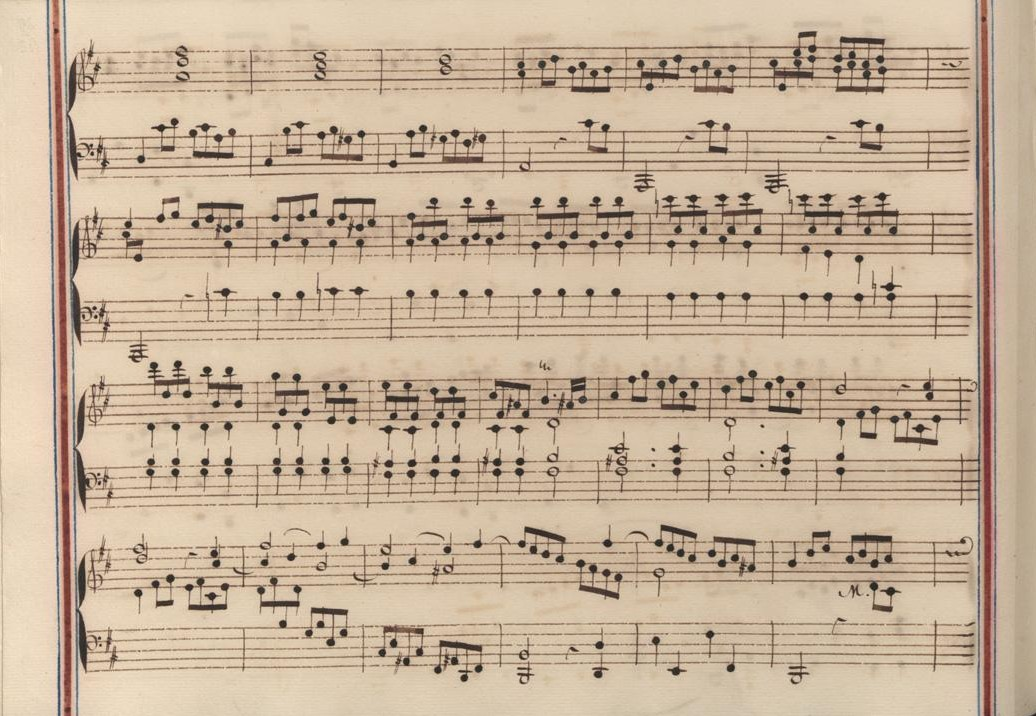
Venise XII 14 (début de la seconde section).
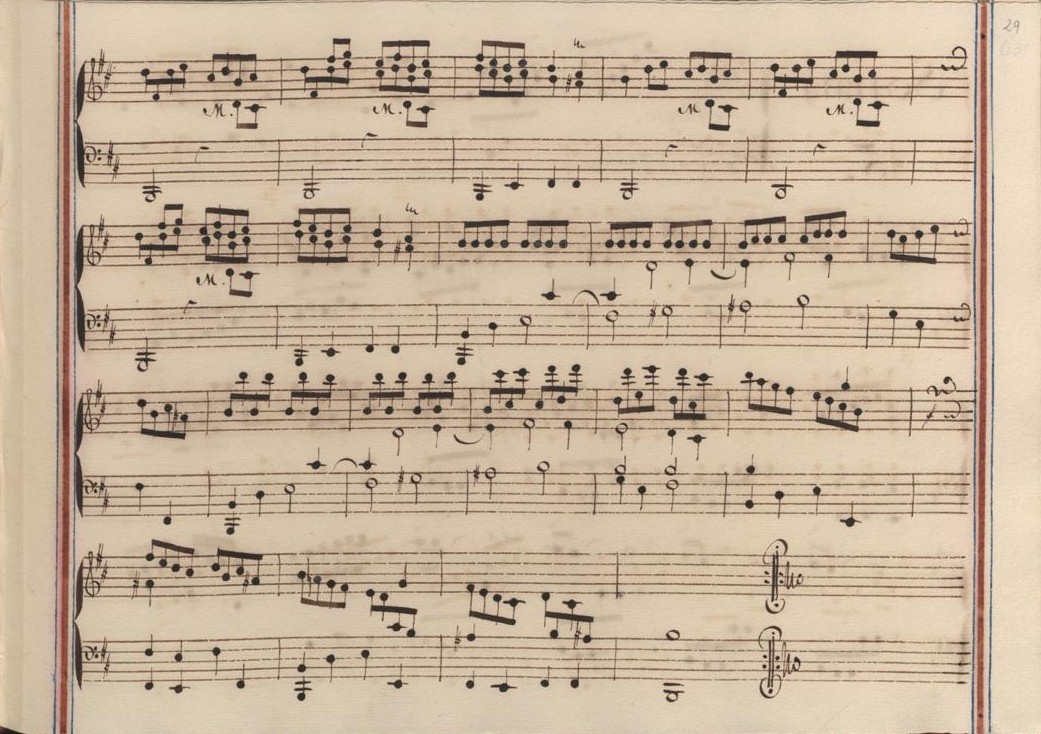
Venise XII 14 (fin de la sonate).

## Interprètes
La sonate K. 497 est défendue au piano, notamment par Michelangelo Carbonara (2010, Brilliant Classics), Carlo Grante (2016, Music & Arts, vol. 5) et Goran Filipec (2017, Naxos, vol. 19) ; au clavecin, elle est jouée par Scott Ross (1985, Erato), Richard Lester (2004, Nimbus, vol. 5) et Pieter-Jan Belder (2007, Brilliant Classics, vol. 11).

## Sources
: document utilisé comme source pour la rédaction de cet article.
- Ralph Kirkpatrick (trad. de l'anglais par Dennis Collins), Domenico Scarlatti, Paris, Lattès, coll. « Musique et Musiciens », 1982 (1re éd. 1953 (en)), 493 p. (ISBN 978-2-7096-0118-4, OCLC 954954205, BNF 34689181).
- Alain de Chambure, « Domenico Scarlatti, Intégrale des sonates — Scott Ross », Erato/Éditions Costallat (2564-62092-2 (livret : 2292-45309-2)), 1985 (OCLC 891183737) .